# Серегодский, Станислав Николаевич
Станислав Николаевич Серегодский (род. 28 ноября 1935) — советский хоккеист, нападающий. Мастер спорта СССР (1962).

## Биография
Участник первого матча СК им. Свердлова в первенстве СССР — 15 декабря 1953 года. Участник первого матча «Молота» в классе «А» 1 декабря 1957 года. Выступал за команду до 1962 года, в чемпионате СССР провёл четыре сезона. В сезоне 1965/66 играл за клуб класса «Б» «Урал» Пермь.